# Cameron Bright
Cameron Bright (született Cameron Douglas Crigger) (Victoria, 1993. január 26. –) kanadai színész.
Ismert alakítása volt egy Alec nevű vámpír az Alkonyat-filmekben (2009–2012).
Első mellékszerepét a Pillangó-hatás (2004) című sci-fiben kapta, majd ugyanebben az évben a Godsend – A teremtés klinikája című horrorfilmben és a Születés című filmdrámában tűnt fel. Egyéb filmjei közé tartozik a Köszönjük, hogy rágyújtott! (2005), a Halálos hajsza (2006), az Ultraviola (2006) és az X-Men: Az ellenállás vége (2006).

## Filmográfia

### Film
| Év   | Magyar cím                        | Eredeti cím                               | Szerep            | Magyar hang  |
| ---- | --------------------------------- | ----------------------------------------- | ----------------- | ------------ |
| 2002 | Magányos hős                      | Lone Hero                                 | kölyök            |              |
| 2004 | Pillangó-hatás                    | The Butterfly Effect                      | Tommy hétévesen   |              |
| 2004 | Godsend – A teremtés klinikája    | Godsend                                   | Adam Duncan       | Jelinek Márk |
| 2004 | Születés                          | Birth                                     | Sean fiatalon     | Morvay Gábor |
| 2005 | Köszönjük, hogy rágyújtott!       | Thank You for Smoking                     | Joey Naylor       | Penke Bence  |
| 2006 | Halálos hajsza                    | Running Scared                            | Oleg Yugorsky     | Morvay Bence |
| 2006 | Ultraviola                        | Ultraviolet                               | Six               | Penke Bence  |
| 2006 | X-Men: Az ellenállás vége         | X-Men: The Last Stand                     | Jimmy / Leech     | Jelinek Márk |
| 2007 | Juno                              | Juno                                      | RPG nerd          |              |
| 2007 |                                   | Normal                                    | Brady             |              |
| 2007 | Karácsonyi csoda                  | Christmas in Wonderland                   | Danny Saunders    | Berkes Bence |
| 2008 |                                   | The Talisman (rövidfilm)                  | Jack Sawyer       |              |
| 2009 | Amerikai viszony                  | An American Affair                        | Adam Stafford     |              |
| 2009 |                                   | Walled In                                 | Jimmy             |              |
| 2009 | Alkonyat – Újhold                 | The Twilight Saga: New Moon               | Alec              |              |
| 2010 | Alkonyat – Napfogyatkozás         | The Twilight Saga: Eclipse                | Alec              |              |
| 2011 | Alkonyat: Hajnalhasadás – 1. rész | The Twilight Saga: Breaking Dawn - Part 1 | Alec              |              |
| 2011 | A gyermekkor vége                 | Little Glory                              | Shawn             | Szabó Máté   |
| 2012 | Alkonyat: Hajnalhasadás – 2. rész | The Twilight Saga: Breaking Dawn - Part 2 | Alec              |              |
| 2013 |                                   | Floodplain (rövidfilm)                    | Duncan            |              |
| 2015 |                                   | Final Girl                                | Shane             |              |
| 2015 |                                   | Outside the Lines (rövidfilm)             | DJ                |              |
| 2016 |                                   | Counter Act (rövidfilm)                   | ismeretlen szerep |              |
| 2017 |                                   | Pretty Outrageous                         | Cameron           |              |

### Televízió
| Év        | Magyar cím         | Eredeti cím                                 | Szerep              | Megjegyzések |
| --------- | ------------------ | ------------------------------------------- | ------------------- | ------------ |
| 2000      | Erdei Iskola       | Higher Ground                               | Peter fiatalon      | 1 epizód     |
| 2000      |                    | The Christmas Secret                        | Jerry fiatalon      | tévéfilm     |
| 2002      | Gyilkos rejtvény   | My Brother's Keeper                         | Ellis fiatalon      | tévéfilm     |
| 2002      | Sötét angyal       | Dark Angel                                  | Johnny              | 1 epizód     |
| 2002      |                    | Shadow Realm                                | Tim                 | tévéfilm     |
| 2002      |                    | Night Visions                               | Tim Malone fiatalon | egy epizód   |
| 2005–2006 | Csillagkapu        | Stargate SG-1                               | Orlin               | 2 epizód     |
| 2007      | 4400               | The 4400                                    | Graham Holt         | 1 epizód     |
| 2011      | A Föld utolsó órái | Earth's Final Hours                         | Andy Streich        | tévéfilm     |
| 2012      |                    | Goodnight for Justice: The Measure of a Man | Will                | tévéfilm     |
| 2013–2016 | Az indíték         | Motive                                      | Manny Flynn         | 9 epizód     |

## Fordítás
- Ez a szócikk részben vagy egészben  a   Cameron Bright című angol Wikipédia-szócikk ezen változatának fordításán alapul.  Az eredeti cikk szerkesztőit annak laptörténete sorolja fel. Ez a jelzés csupán a megfogalmazás eredetét és a szerzői jogokat jelzi, nem szolgál a cikkben szereplő információk forrásmegjelöléseként.